# Шершень Дыбовского
Шершень Дыбовского (лат. Vespa dybowskii) — единственный почти одноцветный шершень в России с тёмной чёрно-коричневой окраской, только голова и большая часть спинки тёмно-красные. 
Назван в честь белорусского натуралиста Бенедикта Ивановича Дыбовского, который собрал этого шершня во время своего сплава вместе с Михаилом Ивановичем Янковским по рекам Шилка и Амур в 1872—1874 годах.

## Распространение
Встречается в Японии, Корее, Китае, Таиланде, Мьянме. В России известен с востока Забайкальского края, из Амурской области, Еврейской АО, юга Хабаровского края, включая всю долину реки Амур, Приморского края.

## Образ жизни
Социальный паразит, самки которого захватывают молодые гнёзда близких видов: Vespa crabro и Vespa simillima, так что в конце лета в гнезде живут рабочие особи двух разных видов, шершня-паразита Vespa dybowskii и шершня-хозяина Vespa crabro или Vespa simillima.